# Liste der libyschen Fußballmeister
Nachfolgend sind alle Fußballmeister von Libyen aufgelistet. Die Meisterschaften werden im Herbst-Frühjahr-Modus ausgetragen.

## Bisherige Meister
| Saison  | Verein                   |
| ------- | ------------------------ |
| 1962/63 | nicht ausgetragen        |
| 1963/64 | Al-Ahly Tripolis (1)     |
| 1964/65 | Al-Ittihad Tripolis (1)  |
| 1965/66 | Al-Ittihad Tripolis (2)  |
| 1966/67 | nicht ausgetragen        |
| 1967/68 | Al-Tahaddi Bengasi (1)   |
| 1968/69 | Al-Ittihad Tripolis (3)  |
| 1969/70 | Al-Ahly Bengasi (1)      |
| 1970/71 | Al-Ahly Tripolis (2)     |
| 1971/72 | Al-Ahly Bengasi (2)      |
| 1972/73 | Al-Ahly Tripolis (3)     |
| 1973/74 | Al-Ahly Tripolis (4)     |
| 1974/75 | Al-Ahly Bengasi (3)      |
| 1975/76 | Al-Madina Tripolis (1)   |
| 1976/77 | Al-Tahaddi Bengasi (2)   |
| 1977/78 | Al-Ahly Tripolis (5)     |
| 1978/79 | nicht beendet            |
| 1979/80 | nicht ausgetragen        |
| 1980/81 | nicht ausgetragen        |
| 1981/82 | nicht ausgetragen        |
| 1982/83 | Al-Madina Tripolis (2)   |
| 1983/84 | Al-Ahly Tripolis (6)     |
| 1984/85 | Al-Dahra Tripolis (1)    |
| 1985/86 | Al-Ittihad Tripolis (4)  |
| 1986/87 | al-Nasr (1)              |
| 1987/88 | Al-Ittihad Tripolis (5)  |
| 1988/89 | Al-Ittihad Tripolis (6)  |
| 1989/90 | Al-Ittihad Tripolis (7)  |
| 1990/91 | Al-Ittihad Tripolis (8)  |
| 1991/92 | Al-Ahly Bengasi (4)      |
| 1992/93 | Al-Ahly Tripolis (7)     |
| 1993/94 | Al-Ahly Tripolis (8)     |
| 1994/95 | Al-Ahly Tripolis (9)     |
| 1995/96 | Al-Shaat Tripolis (1)    |
| 1996/97 | Al-Tahaddi Bengasi (3)   |
| 1997/98 | Al-Mahalah Tripolis (1)  |
| 1998/99 | Al-Mahalah Tripolis (2)  |
| 1999/00 | Al-Ahly Tripolis (10)    |
| 2000/01 | Al-Madina Tripolis (3)   |
| 2001/02 | Al-Ittihad Tripolis (9)  |
| 2002/03 | Al-Ittihad Tripolis (10) |
| 2003/04 | Al-Olombi Az-Zawiya (1)  |
| 2004/05 | Al-Ittihad Tripolis (11) |
| 2005/06 | Al-Ittihad Tripolis (12) |
| 2006/07 | Al-Ittihad Tripolis (13) |
| 2007/08 | Al-Ittihad Tripolis (14) |
| 2008/09 | Al-Ittihad Tripolis (15) |
| 2009/10 | Al-Ittihad Tripolis (16) |
| 2010/11 | nicht beendet            |
| 2011/12 | nicht ausgetragen        |
| 2012/13 | nicht ausgetragen        |
| 2013/14 | Al-Ahly Tripolis (11)    |
| 2014/15 | nicht ausgetragen        |
| 2015/16 | Al-Ahly Tripolis (12)    |
| 2016/17 | nicht ausgetragen        |
| 2017/18 | al-Nasr (2)              |

## Statistik

### Alle Titelträger
| Anzahl der Titel | Verein              |
| ---------------- | ------------------- |
| 16               | Al-Ittihad Tripolis |
| 12               | Al-Ahly Tripolis    |
| 4                | Al-Ahly Bengasi     |
| 3                | Al-Tahaddi Bengasi  |
| 3                | Al-Madina Tripolis  |
| 2                | Al-Mahalah Tripolis |
| 2                | al-Nasr             |
| 1                | Al-Dahra Tripolis   |
| 1                | Al-Shaat Tripolis   |
| 1                | Al-Olombi Az-Zawiya |

### Rekordmeister
- 1964–1965: Al-Ahly Tripolis (1)
- 1965–1966: Al-Ahly Tripolis und Al-Ittihad Tripolis (je 1)
- 1966–1973: Al-Ittihad Tripolis (2-3)
- 1973–1974: Al-Ittihad Tripolis und Al-Ahly Tripolis (je 3)
- 1974–1989: Al-Ahly Tripolis (4-6)
- 1989–1990: Al-Ahly Tripolis und Al-Ittihad Tripolis (je 6)
- 1990–1994: Al-Ittihad Tripolis (7-8)
- 1994–1995: Al-Ittihad Tripolis und Al-Ahly Tripolis (je 8)
- 1995–2003: Al-Ahly Tripolis (9-10)
- 2003–2005: Al-Ahly Tripolis und Al-Ittihad Tripolis (je 10)
- seit 2005: Al-Ittihad Tripolis (11-16)